# Kanton Villeneuve-d'Ascq-Nord
Villeneuve-d'Ascq-Nord is een voormalig kanton van het Franse Noorderdepartement. Het kanton maakte deel uit van het arrondissement Rijsel. In 2015 is dit kanton opgegaan in het nieuw gevormde kanton Villeneuve-d'Ascq.
Het kanton omvatte uitsluitend een deel van de gemeente Villeneuve-d'Ascq.